# Nola Darling
Nola Darling (Originaltitel: She’s Gotta Have It) ist eine US-amerikanische Filmkomödie aus dem Jahr 1986 von Spike Lee. Der Film gilt als erster Film des sogenannten New Black Cinema. Es ist Spike Lees erster abendfüllender Spielfilm. Mit einem Budget von 185.000 US-Dollar spielte der Film 7.137.502 USD alleine in den USA ein.

## Handlung
Nola Darling ist eine afroamerikanische, junge, attraktive und sexuell unabhängige Frau aus Brooklyn, die drei Verehrer hat: Den lieben und anständigen Jamie Overstreet; den gutaussehenden und eingebildeten Greer Childs, der als Model arbeitet, und den unreifen Mars Blackmon. Nola fühlt sich von den besten Eigenschaften jedes Verehrers angezogen und bleibt unabhängig, während jeder der Männer sie ganz für sich haben will.

## Themen
Nola idealisiert das Bild, dass sie so viele Sexpartner haben kann wie sie will. Sie behauptet ihre Freiheit und will nicht einem Mann gehören.

## Hintergrund
She’s Gotta Have It gilt als erster Film des New Black Cinema und als ein Meilenstein im amerikanischen Autoren- und Independentfilm. Die New York Times zählte den Film neben Jim Jarmuschs Stranger than Paradise zu den wichtigsten Independentfilmen der 1980er Jahre.
Der Film wurde in nur 12 Tagen abgedreht.
Der Film stellte auch eine andere, bessere Sichtweise auf Brooklyn dar: ein Viertel, das kosmopolitisch sei und in dem Afroamerikaner es zu Wohlstand gebracht hätten.
Laut der New York Times hatte der Film sehr positive Auswirkungen auf Brooklyn, das in den Blickpunkt von Künstlern rückte.
2014 sagte Lee, dass er es bedauere, die Vergewaltigungsszene gedreht zu haben. Dies sei dumm und unreif gewesen. Die Vergewaltigung im Film sei zu harmlos dargestellt worden und er habe der Bedeutung dieses Verbrechens nicht genug Aufmerksamkeit entgegengebracht.
2010 wurde der Film digital überarbeitet und in High Definition herausgebracht.

## Filmmusik
Die Musik zu dem Film stammt von Spike Lees Vater Bill Lee; zusätzliche Musik stammt von Babatunde Olatunji. Zu den am Soundtrack beteiligten Musikern gehörten neben Bill Lee (Kontrabass) Joe Chambers (Perkussion), Stanley Cowell (Piano, Perkussion), Virgil Jones (Trompete, Flügelhorn), Cedar Walton (Piano) und Kenny Washington (Schlagzeug).

## Auszeichnungen
Bei den Internationalen Filmfestspielen von Cannes wurde Spike Lee mit dem Award of the Youth (ausländischer Film) ausgezeichnet.
1986 Los Angeles Film Critics Association
- New Generation Award – Spike Lee (gewonnen)

1987 Independent Spirit Award
- Bestes Erstlingswerk – Spike Lee (gewonnen)
- Beste weibliche Hauptrolle – Tracy Camilla Johns (nominiert)

National Film Registry
- Aufnahme 2019

## Fernsehserie
Spike Lee entwickelte auf Grundlage des Films eine Fernsehserie mit dem Titel Nola Darling (Originaltitel: She’s Gotta Have It), die am 23. November 2017 auf Netflix veröffentlicht wurde. In der Rolle der Nola Darling ist hier DeWanda Wise zu sehen.